# Ižemský rajón
Ižemský rajón (komijsky Изьва район, rusky Ижемский район) je administrativně-územní jednotka (komunální rajón) v Komijské republice v Rusku. Administrativním centrem je vesnice (selo) Ižma.

## Geografie
Rajón se nachází v severozápadní části republiky Komi. Hraničí s Usť-Cilemským rajónem, komunálními rajóny Sosnogorsk a Pečora a městskými okruhy Usinsk a Uchta. Vesnice Ižma leží 544 km od města Syktyvkar a vzdálenost k nejbližšímu nádraží v sídle Izrajol činí 102 km. Ižemský rajón se počítá mezi rajóny Dálného severu.
Terén je plochý a většinu území zaujímá Pečorská nížiny. Klima se vyznačuje dlouhými chladnými zimami a mírně teplým létem s příznivými světelnými podmínkami. Průměrná lednová teplota je –18 °C, v červenci 15 °C. Průměrný roční úhrn srážek činí 400-500 mm.
Říční síť tvoří střední tok řeky Pečora a jejího přítok Ižma. Na území rajónu se nacházejí ložiska minerálních barev, živičné břidlice (Ajjuvinské ložisko), ropy a bauxitu na hranici s Usť-Cilemským rajónem.
Lesy jsou převážně smrkové. Vyskytují se zde borovice a modříny. Na území rajónu se rozkládá mnoho luk, zvláště v dolním toku řeky Ižma. Lesy jsou bohaté na houby, vlochyně bahenní, brusinky, borůvky. V močálech roste klikva a ostružiník moruška, v záplavových oblastech černý a červený rybíz.
Žijí zde běžná zvířata typická pro zónu tajgy (veverka, zajíc, kuna, rosomák sibiřský, los, tetřev hlušec, tetřívek obecný, lasička a jiné). V nádržích se nacházejí cenné druhy ryb, např. losos obecný, nelma, síh omul, síh peleď a další.

## Historie
Rajón byl založen 15. července 1929 jako součást Autonomní oblasti Komi (Zyrjan) na území Severního kraje. Dne 5. března 1936 rajón přešel pod správu Pečorského okruhu Autonomní oblast Komi (Zyrjan).

## Demografie
- 2002 — 21 511 obyv.
- 2009 — 19 671 obyv.
- 2010 — 18 771 obyv.
- 2011 — 18 636 obyv.
- 2012 — 18 155 obyv.
- 2013 — 17 929 obyv.
- 2014 — 17 716 obyv.
- 2015 — 17 634 obyv.
- 2016 — 17 557 obyv.

## Administrativní členění

### Městské a vesnické okresy
| №. | Městské a vesnické okresy                      | Administrativní centrum | Počet sídelních útvarů | Počet obyvatel | Rozloha [km2] |
| -- | ---------------------------------------------- | ----------------------- | ---------------------- | -------------- | ------------- |
| 1  | Komunální útvar vesnického okresu „Brykalansk“ | selo Brykalansk         | 2                      | ↗ 812          | 2,09          |
| 2  | Komunální útvar vesnického okresu „Ižma“       | selo Ižma               | 3                      | ↗ 4 087        | 9,32          |
| 3  | Komunální útvar vesnického okresu „Kelčijur“   | selo Kelčijur           | 5                      | ↗ 1 438        | 4,36          |
| 4  | Komunální útvar vesnického okresu „Kipijevo“   | selo Kipijevo           | 2                      | ↘ 807          | 2,15          |
| 5  | Komunální útvar vesnického okresu „Krasnobor“  | selo Krasnobor          | 5                      | ↘ 2 000        | 4,36          |
| 6  | Komunální útvar vesnického okresu „Mochča“     | selo Mochča             | 5                      | ↘ 1 846        | 1 357,53      |
| 7  | Komunální útvar vesnického okresu „Ňašabož“    | selo Ňašabož            | 2                      | ↘ 608          | 1,16          |
| 8  | Komunální útvar vesnického okresu „Sizjabisk“  | selo Sizjabisk          | 6                      | ↗ 2 070        | 7,36          |
| 9  | Komunální útvar vesnického okresu „Tom“        | sídlo Tom               | 3                      | ↘ 1 178        | 10,54         |
| 10 | Komunální útvar vesnického okresu „Ščeljajur“  | sídlo Ščeljajur         | 4                      | ↘ 2 711        | 7,13          |

### Sídelní útvary
| №. | Sídelní útvar  | Rusky          | Typ sídelního útvaru | Počet obyvatel | Komunální útvar                                |
| -- | -------------- | -------------- | -------------------- | -------------- | ---------------------------------------------- |
| 1  | Bakur          | Бакур          | vesnice (děrevňa)    | 452            | Komunální útvar vesnického okresu „Sizjabisk“  |
| 2  | Bolšoje Galovo | Большое Галово | vesnice (děrevňa)    | 271            | Komunální útvar vesnického okresu „Kelčijur“   |
| 3  | Bryka          | Брыка          | vesnice (děrevňa)    | 26             | Komunální útvar vesnického okresu „Sizjabisk“  |
| 4  | Brykalansk     | Брыкаланск     | vesnice (selo)       | 221            | Komunální útvar vesnického okresu „Brykalansk“ |
| 5  | Varyš          | Варыш          | vesnice (děrevňa)    | 399            | Komunální útvar vesnického okresu „Sizjabisk“  |
| 6  | Vasiljevka     | Васильевка     | vesnice (děrevňa)    | 9              | Komunální útvar vesnického okresu „Kelčijur“   |
| 7  | Vartěp         | Вертеп         | vesnice (děrevňa)    | 600            | Komunální útvar vesnického okresu „Krasnobor“  |
| 8  | Gam            | Гам            | vesnice (děrevňa)    | ↘ 514          | Komunální útvar vesnického okresu „Mochča“     |
| 9  | Dijur          | Диюр           | vesnice (děrevňa)    | 623            | Komunální útvar vesnického okresu „Krasnobor“  |
| 10 | Jol            | Ёль            | vesnice (děrevňa)    | 50             | Komunální útvar vesnického okresu „Sizjabisk“  |
| 11 | Ižma           | Ижма           | vesnice (selo)       | ↘ 3 753        | Komunální útvar vesnického okresu „Ižma“       |
| 12 | Kartajol       | Картаёль       | vesnice (děrevňa)    | 335            | Komunální útvar vesnického okresu „Tom“        |
| 13 | Kelčijur       | Кельчиюр       | vesnice (selo)       | 399            | Komunální útvar vesnického okresu „Kelčijur“   |
| 14 | Kipijevo       | Кипиево        | vesnice (selo)       | ↘ 773          | Komunální útvar vesnického okresu „Kipijevo“   |
| 15 | Kojju          | Койю           | sídlo                | 319            | Komunální útvar vesnického okresu „Tom“        |
| 16 | Konstantinovka | Константиновка | vesnice (děrevňa)    | 90             | Komunální útvar vesnického okresu „Ižma“       |
| 17 | Kosjol         | Косъёль        | vesnice (děrevňa)    | 27             | Komunální útvar vesnického okresu „Mochča“     |
| 18 | Krasnobor      | Краснобор      | vesnice (selo)       | 625            | Komunální útvar vesnického okresu „Krasnobor“  |
| 19 | Lasta          | Ласта          | vesnice (děrevňa)    | 286            | Komunální útvar vesnického okresu „Ižma“       |
| 20 | Maloje Galovo  | Малое Галово   | vesnice (děrevňa)    | 276            | Komunální útvar vesnického okresu „Kelčijur“   |
| 21 | Mochča         | Мохча          | vesnice (selo)       | 1 046          | Komunální útvar vesnického okresu „Mochča“     |
| 22 | Mošjuga        | Мошъюга        | vesnice (děrevňa)    | 342            | Komunální útvar vesnického okresu „Mochča“     |
| 23 | Ňašabož        | Няшабож        | vesnice (selo)       | ↘ 614          | Komunální útvar vesnického okresu „Ňašabož“    |
| 24 | Nil-Jegor      | Пиль-Егор      | vesnice (děrevňa)    | 96             | Komunální útvar vesnického okresu „Ňašabož“    |
| 25 | Pustyňa        | Пустыня        | vesnice (děrevňa)    | 110            | Komunální útvar vesnického okresu „Krasnobor“  |
| 26 | Sizjabisk      | Сизябск        | vesnice (selo)       | 1 232          | Komunální útvar vesnického okresu „Sizjabisk“  |
| 27 | Tom            | Том            | sídlo                | 740            | Komunální útvar vesnického okresu „Tom“        |
| 28 | Usť-Ižma       | Усть-Ижма      | vesnice (děrevňa)    | 529            | Komunální útvar vesnického okresu „Kelčijur“   |
| 29 | Čarkabož       | Чаркабож       | vesnice (děrevňa)    | 136            | Komunální útvar vesnického okresu „Kipijevo“   |
| 30 | Černoborskaja  | Черноборская   | vesnice (děrevňa)    | 15             | Komunální útvar vesnického okresu „Sizjabisk“  |
| 31 | Čika           | Чика           | vesnice (děrevňa)    | 309            | Komunální útvar vesnického okresu „Brykalansk“ |
| 32 | Šel            | Щель           | vesnice (děrevňa)    | 56             | Komunální útvar vesnického okresu „Mochča“     |
| 33 | Ščeljajur      | Щельяюр        | sídlo                | ↘ 2 711        | Komunální útvar vesnického okresu „Ščeljajur“  |
| 34 | Yrgenšar       | Ыргеншар       | sídlo                | 200            | Komunální útvar vesnického okresu „Krasnobor“  |